# Kerzaz
Kerzaz (em árabe: آﺮزاز) é uma cidade da Argélia na região de Bechar.

## Ligações Externas
- http://www.maplandia.com/algeria/bechar/kerzaz/